# Пенев, Благой
Благо́й Пе́нев Де́лчев (Василий) (болг. Благой Пенев Делчев) — болгарский военный и государственный деятель, генерал-полковник. Участник Движения Сопротивления во время Второй мировой войны, командир 2-й Родопской бригады имени Васила Коларова. Герой Народной Республики Болгария (1989). Герой Социалистического Труда (1980).

## Биография
Благой Пенев родился 27 февраля 1910 года в селе Православен, ныне Пловдивской области.. В 1932 году вступил в ряды БКСМ, в 1935 году — в ряды БКП. Работал учителем. За политическую деятельность после переворота 19 мая 1934 года он был приговорен к 5 годам лишения свободы в соответствии с Законом о защите государства.
Во время Второй мировой войны был интернирован болгарскими царскими властями в лагере Крестополе, расположенном на оккупированной Болгарией территории Греции (ныне район греческого города Ставруполис. В мае 1944 года освобождён, после чего присоединился к партизанскому движению, был командиром Первомайского отдельного отряда. С июля 1944 года — командир 2-й Родопской бригады имени Васила Коларова
После прихода к власти коммунистов Пенев работал в органах Народной милиции и ДС, в частности был главой отдела МВД в Пловдивской области. В начале 1950-х годов был арестован органами госбезопасности в связи с его контактами с британской разведкой во время войны и подозрением в связях с Югославией, позже отпущен на волю.
После освобождения занимал посты первого заместителя министра строительства (1952—1960) и начальника Главного управления строительных войск (1960—1973). В 1973 году он был избран первым заместителем председателя ЦК Союза борцов против фашизма и капитализма . 
Имел воинское звание генерал-полковника запаса. Был депутатом Народного собрания НРБ V-IX созывов. и членом ЦК БКП.

## Награды
- Герой Народной Республики Болгария (1989)
- Герой Социалистического Труда (указ Государственного совета НРБ № 309 от 27 февраля 1980)
- два ордена Георгия Димитрова;
- орден «Красное Знамя Труда».